# جيمي فولكنير
جيمي فولكنير (بالإنجليزية: Jimmy Faulkner)‏ هو موسيقي أيرلندي، ولد في 31 يناير 1950 في Dolphin's Barn ‏ في جمهورية أيرلندا، وتوفي في 4 مارس 2008 في دبلن في جمهورية أيرلندا.